# Liste des stations de radio en Tchéquie
Cet article présente la liste des radios en Tchéquie.

## Radios ou réseaux nationaux

### Radios publiques
- Český rozhlas (« Radio tchèque ») ou ČRo est le radiodiffuseur public national de la République tchèque.
  - ČRo Radiožurnál (cs) (Prague) : depuis 2013 ; ČRo 1 Radiožurnál de 1993 à 2013, Radio Československo I de 1989 à 1993, Radio Hvězda de 1970 à 1989 ; première radio généraliste d'actualités et d'informations
  - ČRo Dvojka (cs) : depuis 2013 ; ČRo 2 Praha avant 2013 ; deuxième radio d'actualités visant la famille
  - ČRo Vltava (cs) : anciennement ČRo 3 Vltava ; troisième radio de culture, art, musique classique
  - ČRo Plus (cs) : depuis 2013 ; ČRo 6 de 1995 à 2013
  - ČRo Region : réseau regroupant les radios régionales
  - ČRo Radio Wave (cs) : depuis 2008 ; ČRo 4 - Radio Wave avant 2008 ; radio de jeunesse
  - ČRo D-dur (cs) : depuis 2013 ; musique classique
  - ČRo Jazz (en) : depuis 2013 ; ČRo Euro Jazz de 2010 à 2013 ; radio de jazz
  - ČRo Rádio Junior (cs) : depuis 2012 ; radio de jeunesse
  - ČRo Radio Praha : depuis 2013 ; ČRo 7 avant 2013; service international de la Tchéquie
- BBC World Service
- Radio France internationale

### Radios privées
- Classic FM
- Country Radio
- Evropa 2
- Fajn Radio
- Frekvence 1
- Hitrádio Dragon
- Hitrádio Faktor
- Hitrádio FM
- Hitrádio Orion
- Radio 1 (en)
- Radio Beat (en)
- Rádio Blaník
- Radio Čas
- Radio Černá Hora
- Radio Farda
- Radio Impuls
- Radio Proglas
- Radio Kiss
- Rock Radio Gold